# 索爾森鎮區 (北達科他州伯克縣)
索爾森鎮區（英語：Thorson Township）是位於美國北達科他州伯克縣的一個鎮區。

## 地方資料
索爾森鎮區的面積為93.00平方千米，當中陸地面積為92.08平方千米，而水域面積為0.92平方千米。根據2010年美國人口普查的數據，當地共有人口26人，而人口密度為每平方千米0.28人。